# Referéndum constitucional de Yibuti de 1992
Un referéndum constitucional fue realizado en Yibuti el 4 de septiembre de 1992. La nueva constitución restauraría por primera vez la democracia multipartidista, desde la independencia. Una segunda pregunta solicitaba a los votantes si el número de partidos políticos debería limitarse a cuatro. Ambas consultas fueron aprobadas con más del 97.9% de los votos, con una participación electoral del 75.2%. Las primeras elecciones multipartidistas fueron realizadas en diciembre de ese mismo año.

## Resultados

### Nueva constitución
| Elección              | Votos   | %    |
| --------------------- | ------- | ---- |
| A favor               | 101.287 | 98.1 |
| En contra             | 2.013   | 1.9  |
| Votos en blanco/nulos | 1.504   | -    |
| Total                 | 104.804 | 100  |
| Fuente: Nohlen et al. |         |      |

### Límite de partidos políticos a cuatro
| Elección              | Votos   | %    |
| --------------------- | ------- | ---- |
| A favor               | 101.125 | 97.9 |
| En contra             | 2.177   | 2.1  |
| Votos en blanco/nulos | 1.504   | -    |
| Total                 | 104,804 | 100  |
| Fuente: Nohlen et al. |         |      |